# 濱正悟
濱 正悟（はま しょうご、1994年8月22日 - ）は、日本の俳優。東京都出身。エイベックス・マネジメント所属。

## 略歴
2014年、Sony Music × smartのモデル・俳優・タレントオーディションにおいて準グランプリを受賞し、モデル活動を開始する。
2015年、GirlsAward × avex『Boys Award Audition』特別賞受賞。2016年、情報番組『ZIP!』のレギュラーに加入。2017年、明治大学を卒業。2018年、「スーパー戦隊シリーズ」『快盗戦隊ルパンレンジャーVS警察戦隊パトレンジャー』に宵町透真 / ルパンブルー役でレギュラー出演。
2022年、『恋せぬふたり』に出演し、演じた役の愛称である「カズくん」が3週連続でTwitterにトレンド入りをするなど、注目を集める。
同年、『何かおかしい』の花岡役にて民放連続テレビドラマ初主演。また、『舞いあがれ!』にて連続テレビ小説に、『鎌倉殿の13人』にて平維盛役で大河ドラマに初出演。
2023年6月22日、オフィシャルサイトおよびファンクラブ「濱正悟 OFFICIAL SITE」をオープン。

## 出演

### テレビドラマ
- 下町ロケット ロケット編（2015年10月18日 - 11月15日、TBS）
- 快盗戦隊ルパンレンジャーVS警察戦隊パトレンジャー（2018年2月11日 - 2019年2月10日、テレビ朝日） - 宵町透真 / ルパンブルー 役[11]
- 長閑の庭 第2話（2019年6月9日、NHK BSプレミアム）
- ノーサイド・ゲーム 第1話・第5話（2019年7月7日・8月11日、TBS）
- コーヒー&バニラ（2019年7月5日 - 9月6日、MBS） - 市柳雪 役
- サイン-法医学者 柚木貴志の事件- 第6話・第7話（2019年8月22日・8月29日、テレビ朝日） - 野田時人 役
- 決してマネしないでください。第1話（2019年10月26日、NHK総合）
- SEDAI WARS（2020年1月6日 - 2月17日、MBS / 1月8日 - 2月19日、TBS） - 翼 役
- 100文字アイデアをドラマにした! 第4話（2020年1月27日、テレビ東京） - 光琉 役
- ケイジとケンジ〜所轄と地検の24時〜 第7話（2020年2月27日、テレビ朝日） - 久保田 役
- ピーナッツバターサンドウィッチ（2020年4月3日 - 5月22日、MBS 他5局） - 青木晴空 役
- CODE1515 第5話（2020年6月7日、BSフジ） - 三島 役
- 世にも奇妙な物語 '20夏の特別編「しみ」（2020年7月11日、フジテレビ）
- 闇芝居(生) 第6話・第7話（2020年10月15日・22日、テレビ東京）
- #リモラブ 〜普通の恋は邪道〜 第1話（2020年10月14日、日本テレビ） - ブリ大根 役
- そのご縁、お届けします-メルカリであったほんとの話- 第2話（2020年11月11日、MBS・TBS系） - 村田雄二 役
- 出会い系サイトで70人と実際に会ってその人に合いそうな本をすすめまくった1年のこと 第6話（2021年3月26日、WOWOW） - 水嶋 役
- 絶対BLになる世界VS絶対BLになりたくない男（2021年3月27日、CSテレ朝チャンネル1） - 秋人 役
- ネメシス 第2話（2021年4月18日、日本テレビ） - 葉山 役
- ひねくれ女のボッチ飯 第1話（2021年7月1日、テレビ東京）
- TOKYO MER～走る緊急救命室～ 第3話・最終話（2021年7月18日・9月12日、TBS） - 中野悟志 役
- お茶にごす。（2021年10月8日 - 12月24日、テレビ東京） - 北沼 役[12]
- 岸辺露伴は動かない 第4話（2021年12月27日、NHK総合） - ジムの若い男 役
- 恋せぬふたり（2022年1月10日 - 3月21日、NHK総合） - 松岡一 役[13]
- ワカコ酒 Season6 第5話（2022年2月8日、BSテレ東） - 客 役
- liar（2022年2月16日 - 4月6日、MBS・TBS） - 大柳弥 役[14]
- 大河ドラマ 鎌倉殿の13人（2022年3月6日、NHK総合） - 平維盛 役
- 何かおかしい（2022年6月1日 - 7月6日、テレビ東京） - 主演・花岡 役[8]
  - 何かおかしい2 第5話 - 最終話（2023年5月3日 - 6月21日[注 1]）- 花岡優一 役[15]
- 連続テレビ小説 舞いあがれ! 第36回 -（2022年11月22日 - 、NHK総合） - 中澤真一 役[16]
- 真相は耳の中 第8話（2022年12月10日、テレビ東京） - 唐木田幸斗 役
- 親友は悪女（2023年1月8日 - 3月26日、BSテレビ東京） - 小関大空 役[17]
- ブルーバースデー（2023年2月8日 - 3月29日、関西テレビ） - 南悠斗 役[18]
- #who am I（2023年3月8日 - 22日、フジテレビ） - 和久井陽 役[19]
- マクラコトバ 第2話（2023年3月22日、CBCテレビ） - 小田進次郎 役
- 民宿のかくし味（2023年7月27日 - 9月21日、CBCテレビ） - 主演・緑川春陽 役[20]
- 何曜日に生まれたの（2023年8月6日 - 10月8日、朝日放送テレビ・テレビ朝日） - 城崎健人 役[21]
- スーパーのカゴの中身が気になる私　第3話・第6話（2023年8月12日・9月2日、中京テレビ・日本テレビ） - 海馬ショーン 役
- グレイトギフト（2024年1月18日 - 3月14日、テレビ朝日） - 月足修平 役[22]
- 新しい怖い 第2話「シカク」（2024年4月26日、日本テレビ）[23]
- 焼いてるふたり 〜交際0日 結婚から恋をはじめよう〜（2024年7月5日 - 9月6日、読売テレビ） - 戸田裕貴 役[24]
- 伝説の頭 翔 第4話（2024年8月9日、テレビ朝日） - 神尾美鋭 役[25]
- 毒恋〜毒もすぎれば恋となる〜（2024年9月17日 - 12月10日、TBS） - 主演・志波令真 役（兵頭功海とW主演）
- ドラマW ゴールデンカムイ -北海道刺青囚人争奪編- 第1話・第3話（2024年10月6日・20日、WOWOW） - 三島剣之助 役
- 潜入兄妹 特殊詐欺特命捜査官 第6話（2024年11月9日、日本テレビ） - 嘉瀬大地 役[26]
- コンシェルジュの水戸倉さん （2025年3月21日 - 、BS日テレ） - 平川努 役[27]
- やぶさかではございません（2025年4月3日 - 6月19日、テレビ東京） - 縫目玄 役[28]
- MADDER その事件、ワタシが犯人です（2025年4月11日 - 6月13日、関西テレビ・フジテレビ） - 森野真治 役[29]
- イグナイト -法の無法者- 第7話・第8話・最終回（2025年5月30日・6月6日・27日、TBS） - 吉野潤一 役[30]

### 配信ドラマ
- 猿に会う 第3話（2020年4月17日、dtv）
- 列島制覇-非道のうさぎ- 第2話・第3話（2021年4月16日、U-NEXT） - スズキ 役
- 酒癖50 第2話（2021年7月22日  、ABEMA） - 小松 役[31]
- 30までにとうるさくて（2022年1月13日 - 、ABEMA） - 浜田 役[32]
- AKB48の歌 第5話・第6話「大声ダイヤモンド」（2022年6月18日・25日、ひかりTVチャンネル） - 賢一 役
- つながりたくて、嘘をつく2（2022年12月27日 - 、LINE NEWS「VISION」） - 矢島誠司 役[32]
- ブルーバースデー 〜最高の誕生日〜 （2023年3月29日・31日、dTV） - 南悠斗 役[33]
- さらば、銃よ　警視庁特別銃装班（2023年4月14日 - 、Lemino） - 加成屋輪 役[34]
- 10年前の放課後〜私のこと、どう思ってる?〜編・〜拳と拳の戦い〜編（2023年8月27日・9月3日配信予定、TVer・ABEMA） - 城崎健人 役[35]
- わかっていても the shapes of love 第1話（2024年12月9日、ABEMA・Netflix）
- おとなになっても（2025年4月26日- 、Hulu） - 大久保渉 役[36][37]

### 映画
- 人狼ゲーム PRISON BREAK（2016年7月2日） - 清野康太 役
- 祈りの幕が下りる時（2018年1月27日）
- スーパー戦隊シリーズ - 宵町透真 / ルパンブルー 役
  - 快盗戦隊ルパンレンジャーVS警察戦隊パトレンジャー en film（2018年8月4日）
  - 劇場版 騎士竜戦隊リュウソウジャーVSルパンレンジャーVSパトレンジャー（2020年2月8日）[38]
- 転がるビー玉（2020年2月7日）
- 酔うと化け物になる父がつらい（2020年3月6日） - 中村聡 役[39]
- ステップ（2020年7月17日）
- 真・鮫島事件（2020年11月27日） - 亮 役[40]
- ナポレオンと私（2021年7月2日） - ナポレオン 役[41]
- DIVOC-12「死霊軍団 怒りのDIY」（2021年10月1日）
- アクトレス・モンタージュ（2021年12月3日） - 平本優太 役
- 灰色の壁 -大宮ノトーリアス-（2022年2月25日） - 間々瀬 役[42]
- IDOL NEVER DiES（2022年5月6日） - 二瓶烈 役[43]
- 辻占恋慕（2022年5月21日） - 一里塚郷 役[44]
- お別れの歌（2022年11月15日） - 主演・夢大 役[32]
- まなみ100%（2023年9月29日） - 藤井 役
- ふまじめ通信（2023年10月20日） - イトー 役[45]
- 恋愛終婚（2024年10月18日） - 主演・桂木一輝 役[46][47][48]
- 四角の中の人たち（公開時期未定） - 主演・大道翔太 役

#### 短編映画
- OFFICE AUGUSTA presents SHORT FILM「ボクと君」（2020年1月24日）

### Web
- 横浜ゴムオリジナルショートムービー『雨の出会い坂』 第3話「押してはいけない」（2017年5月）
- CanCam.jp連載「＃うるとらかれーらばー 濱正悟のカレー手帖」
- 三井ホーム ショートドラマ『亀山夫婦は、注文したい。』（2025年4月25日 - 、YouTube）- 亀山夫妻の夫 役[49]

### オリジナルビデオ
- ルパンレンジャーVSパトレンジャーVSキュウレンジャー（2019年8月21日発売、東映ビデオ） - 宵町透真 / ルパンブルー 役

### 舞台
- 劇団TEAM-ODAC 再演企画公演「ダルマ」（2015年6月18日 - 23日、紀伊國屋ホール）

### ラジオドラマ
- わたしのプライベートアジェンダ（2021年7月12日 - 2021年7月14日、SOZO Film） - 上沢ケイスケ 役 [50]
- Distance～太田奈緒の、私が考えたこと～（2021年9月5日、TOKYO FM）

### CM
- 洋服の青山 「就活篇」（2017年12月）
- P&G レノアハピネス「企みスイッチ」篇（2018年5月 - ）
- アパマンショップ 「お部屋探し」篇（2019年11月 - ）
- 東京都「私、育業します」編・「ただいま育業中」編（2023年3月 - ）[51]

### ミュージックビデオ
- 當山みれい「わけあって」[52]
- ベリーグッドマン「それ以外の人生なんてありえないや」[53]
- クボタカイ「ピアス」[54]
- 松下洸平「君を想う」[55]
- シェネル「Everybody」[56]

### その他
- ZIP!（2016年4月 - 2017年3月、日本テレビ） - ZIP!ファミリー 流行ニュースBOOMERSレポーター
- 歴史秘話ヒストリア「最後の大名、時代を駆ける！」（2019年7月24日、NHK） - 林忠崇 役
- あなたは一宮モーニングで謎を解く（2021年2月28日、中京テレビ） - 小宅英愛 役
- 歴史探偵「大坂の陣 幻の大洪水」（2021年11月17日、NHK） - 豊臣秀頼 役
- 屋台メシ部、はじめました（2022年1月30日 - 、BS日テレ） - 濱正悟 役
  - シーズン2（2022年7月9日 - 、BS日テレ）[57]
  - シーズン3（2022年10月1日 - 12月24日、BS日テレ）[58]
- 歴史探偵「どうする家康コラボSP」（2023年1月1日、NHK）-  徳川家康 役

## 書籍

### 写真集
- 濱正悟1st写真集（2019年4月13日、KADOKAWA）ISBN 978-4-04-735613-9